# Kościół św. Józefa w Jabłonkowie

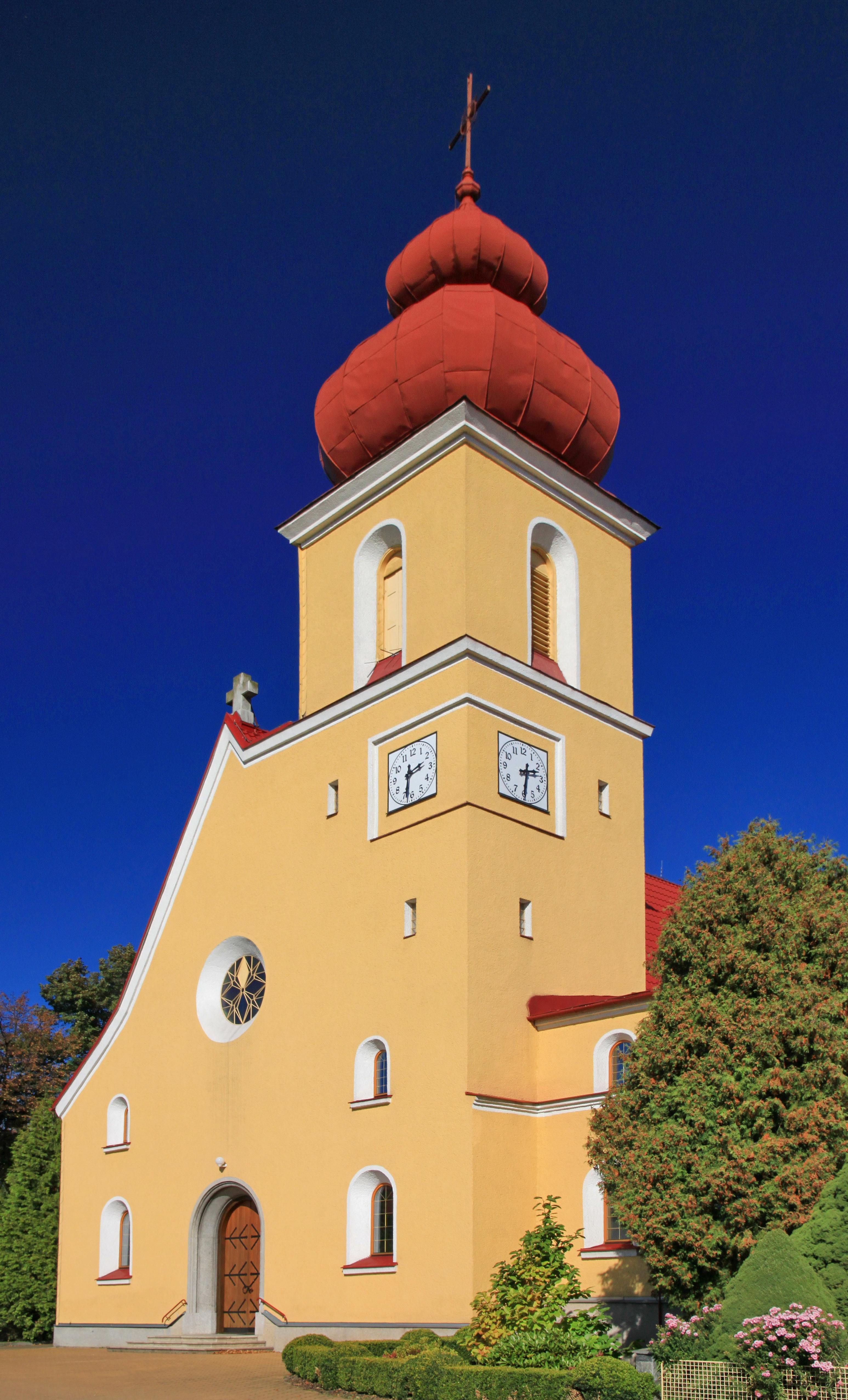
Kościół św. Józefa w Jabłonkowie

Kościół św. Józefa w Jabłonkowie – kościół katolicki przynależący do klasztoru elżbietanek jabłonkowskich.

## Opis
W lipcu 1929 roku został poświęcony kamień gruntowy i w lecie roku 1932 ukończono budowę. 2 sierpnia 1932 kościół został poświęcony. Jego patronem jest święty Józef. W ciągu swego istnienia był wielokrotnie remontowany. 1 sierpnia 2007 został poświęcony nowy ołtarz.
Kościół służy nie tylko siostrom zakonnym i użytkownikom przyległego domu seniora, lecz także wiernym z Jabłonkowa i okolicy. W kościele służą także dobrowolni ministranci. Ich grono liczy niemal 30 członków. 